# تام هموندز
تام هموندز (انگلیسی: Tom Hammonds؛ زاده ۲۷ مارس ۱۹۶۷) یک ورزشکار است. 